# Coppa Agostoni 1960
La Coppa Agostoni 1960, quindicesima edizione della corsa, si svolse il 12 ottobre 1960 su un percorso di 210 km. La vittoria fu appannaggio dell'italiano Pietro Chiodini, che completò il percorso in 5h10'00", precedendo i connazionali Amico Ippoliti e Cleto Maule.

## Ordine d'arrivo (Top 10)
| Pos. | Corridore           | Squadra              | Tempo    |
| ---- | ------------------- | -------------------- | -------- |
| 1    | Pietro Chiodini     | Bianchi              | 5h10'00" |
| 2    | Amico Ippoliti      | Philco               | s.t.     |
| 3    | Cleto Maule         | Philco               | s.t.     |
| 4    | Graziano Battistini | Legnano              | s.t.     |
| 5    | Marino Fontana      | San Pellegrino Sport | s.t.     |
| 6    | Giuseppe Pardini    | Legnano              | s.t.     |
| 7    | Antonio Uliana      | Ferrys               | s.t.     |
| 8    | Imerio Massignan    | Legnano              | s.t.     |
| 9    | Giuseppe Dante      | Ignis                | s.t.     |
| 10   | Aurelio Cestari     | Ignis                | s.t.     |